# 돌아가는 삼각지
"돌아가는 삼각지"는 1970년 공개된 대한민국의 영화이다.

## 배역
- 문희
- 김희라
- 장동휘
- 최길호
- 한숙
- 라경남
- 추송웅
- 박동용
- 김광일
- 박경주
- 김신재
- 송미남
- 손전
- 이지연
- 정도령